# Palaeobolbomyia devia
Palaeobolbomyia devia är en tvåvingeart som beskrevs av Mikhail B. Mostovski 2000. Palaeobolbomyia devia ingår i släktet Palaeobolbomyia och familjen snäppflugor.
Artens utbredningsområde är Kazakstan. Inga underarter finns listade i Catalogue of Life.